# امانپور
امانپور (به سبک Amanpour.) یک برنامه تلویزیونی مصاحبه در امور جهانی است که به میزبانی روزنامه‌نگار انگلیسی-ایرانی کریستین امانپور از سی‌ان‌ان بین‌الملل پخش می‌شود.
این برنامه همچنین از تاریخ ۱۶ مارس ۲۰۲۰، از CNN برزیل و از ۲۰ اوت ۲۰۱۶ در CNN فیلیپین پخش می‌شود.

## قالب بندی
برنامه روزهای هفته دارای سه بخش است. اول "The Brief" نام دارد که در آن امانپور داستانی را از منظری متفاوت روایت می‌کند و اغلب تجربیات شخصی خود را به آن اضافه می‌کند. بخش دوم به‌طور معمول مصاحبه با یک سازنده خبر یا سیاستمدار مطرح است، در حالی که قسمت آخر "Imagine a World" نام دارد، که آخرین اندیشه امانپور در مورد موضوعی است که در این برنامه بحث نشده‌است.

### مصاحبه‌ها
در این برنامه مصاحبه‌های برجسته ای از جمله جوکو ویدودو، رابرت موگابه، یعقوب زوما، ملکه رانیا اردن، مصاب حسن یوسف نویسنده پسر حماس، ایهود باراک وزیر دفاع اسرائیل برگزار شده‌است.
مصاحبه مشترک بی‌سابقه ای با سفیران سازمان ملل در هند، افغانستان و پاکستان، محمد البرادعی، هانس بلیکس نیز صورت گرفت.

## تاریخ
امانپور در ۲۱ سپتامبر ۲۰۰۹ در سی‌ان‌ان بین‌الملل پخش شد. روزهای هفته از سی‌ان‌ان بین‌الملل و یکشنبه‌ها از CNN / US پخش می‌شود. اولین اجرای نمایشی در آوریل ۲۰۱۰ پس از عزیمت امانپور به CNN برای میزبانی برنامه این هفته در شبکه آمریکایی ABC به پایان رسید.
کریستین امانپور برای نمایش در سال ۲۰۱۵ در جوایز AIB Media برنده شخصیت سال تلویزیون شد. او همچنین در جوایز گریسی در سال ۲۰۱۶ برای بهترین گفتگوی شو - اخبار برنده شد.
در ۱۶ مارس ۲۰۲۰، این برنامه با زیرنویس پرتغالی پخش روزانه خود را از CNN Brazil آغاز کرد.

## نقد
امانپور به‌طور کلی از منتقدان تلویزیون نظرات مثبتی دریافت کرده‌است. ماتی کان از Elle نوشت: «کاریزماتیک و درخشان».